# Дюплесси, Морис
Мори́с Ле Нобле́ Дюплесси́ (фр. Maurice Le Noblet Duplessis; 20 апреля 1890 — 7 сентября 1959) — премьер-министр Квебека в 1936—1939 и 1944—1959 годах. Профессиональный адвокат. Начинал карьеру в Консервативной партии Квебека. В 1935 году основал партию под названием Национальный союз (Union nationale) и стал её лидером, а в 1936 году новая партия пришла к власти.

## Политическая карьера
В 1935 году Дюплесси основал Национальный союз в результате объединения Консервативной партии Квебека и Национального либерального действия. В 1936 году Дюплесси вместе со своей новой партией побеждает на выборах в парламент Квебека и становится премьер-министром, опередив Либеральную партию Квебека, которую возглавлял Луи-Александр Ташро. В 1944 году Дюплесси снова побеждает на выборах и становится премьер-министром после перерыва в 1939—1943 годах и остаётся на этом посту до самой смерти. За авторитарные методы правления получил прозвище «Шеф» (фр. le Chef).

Национальный флаг Квебека, учреждённый Дюплесси

Он боролся за автономию Квебека, которую одобряли даже власти Канады. Большую часть сторонников автономии составляли сельские жители. Дюплесси поддерживал иностранный капитал, в частности фирмы, представлявшие в основном США. Хотя при нём усилилось влияние профсоюзов (число членов увеличилось со 180 000 до 400 000), Дюплесси всегда был на стороне работодателей. Так, в 1944 году он стал инициатором закона об ограничении профсоюзов в их правах. Во время его правления часто ограничивались и гражданские права; в частности, была закрыта газета «Комба».
В 1937 году по его инициативе был принят «Закон о защите провинции от коммунистической пропаганды», в соответствии с которым была запрещена Коммунистическая партия Квебека и ряд других организаций левого толка (позднее закон был признан неконституционным как нарушавший не только права человека, но и прерогативу федеральных органов власти). Крупным событием этого времени стала забастовка рабочих асбестовой промышленности, в которой принимал участие будущий премьер-министр Канады Пьер Эллиот Трюдо.
В целом, недовольство правым политическим курсом Мориса Дюплесси, отличавшегося крайним католическим клерикализмом и антикоммунизмом (один из лозунгов его партии гласил: «Небеса голубого цвета, а ад — красного»), подавлением рабочего движения и коррупцией, привело впоследствии к «Тихой революции», а годы правления Дюплесси получили от критиков название «Большой тьмы» (Grande Noirceur).

## Дополнительные факты
В период его руководства в Канаде проводилась политика борьбы за традиционные семейные ценности. В частности, дискриминации подвергались матери-одиночки и их дети, которых правительство настоятельно рекомендовало отдавать в приюты. Впоследствии дети, пострадавшие от жестокого обращения в приютах, были названы «Сиротами Дюплесси».
Заботу о сиротах и детях из неблагополучных семей возложили на католическую церковь, передав ей управление приютами, больницами и школами. Под опеку церкви попадали дети-сироты, дети, чьи родители лишены родительских прав, а также дети-отказники из обычных семей с низким доходом и дети матерей-одиночек.